# Franco Battaini

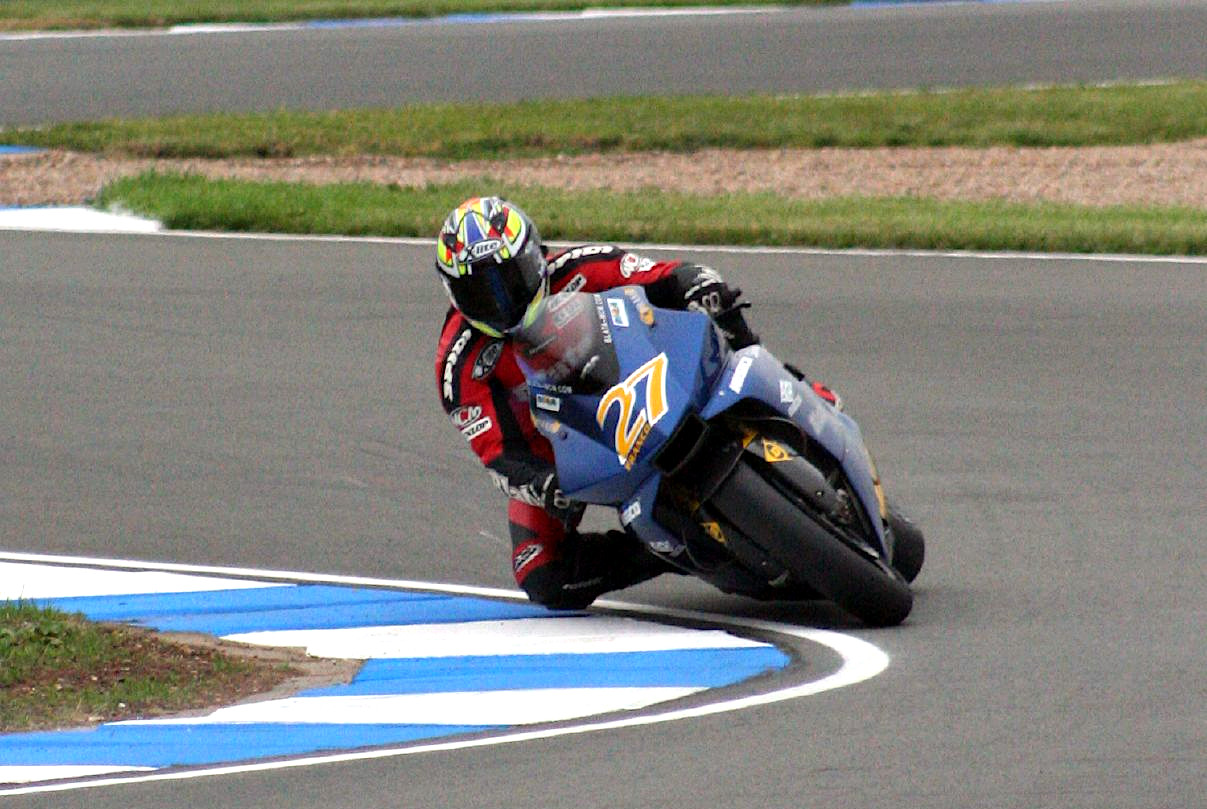
Franco Battaini op Donington Park in 2005.

Franco Battaini (Brescia, 22 juli 1972) is een Italiaans motorcoureur.

## Carrière
Battaini behaalde zijn eerste goede resultaten in de motorsport in 1993, toen hij op een Cagiva vierde werd in het Italiaanse 125 cc-kampioenschap voor coureurs van 21 jaar en jonger. Het jaar daarop werd hij tweede in de klasse, waardoor hij over mocht stappen naar het Italiaans kampioenschap wegrace en het Europees kampioenschap wegrace. In 1996 stapte hij over naar de 250 cc-klasse, waarin hij in beide klassen derde werd. Dat jaar maakte hij ook zijn debuut in de 250 cc-klasse van het wereldkampioenschap wegrace op een Aprilia als wildcardcoureur tijdens de Grand Prix van Italië. Ook in Imola en Catalonië was hij met een wildcard aanwezig bij de Grands Prix, alhoewel hij in de laatste race op een Honda reed.
In 1997 reed Battaini zijn eerste volledige seizoen in het WK 250 cc op een Yamaha. Dat jaar waren vier elfde plaatsen zijn beste resultaten en hij werd met 44 punten veertiende in de eindstand. In 1998 behaalde hij zijn eerste top 10-finishes met negende plaatsen in Catalonië en Argentinië, maar door een blessure die hij opliep in Madrid moest hij vier races missen. Met 34 punten werd hij ditmaal achttiende in het klassement.
In 1999 richtte Battaini zijn eigen raceteam op met de naam Battaini Racing. Voor dit team nam hij twee jaar deel aan het WK 250 cc op een Aprilia. In 1999 behaalde hij zijn eerste pole position in Japan en stond hij in Catalonië en Valencia op het podium. Met 121 punten werd hij achtste in het kampioenschap. In 2000 behaalde hij geen podiumfinishes, maar eindigde hij wel negen keer in de top tien van races. Met 96 punten werd hij opnieuw achtste in de eindstand.
In 2001 stapte Battaini binnen het WK 250 cc over naar het team van zanger Eros Ramazzotti. Een vijfde plaats in de TT van Assen was dat jaar zijn beste resultaat. Met 75 punten werd hij tiende in het klassement. In 2002 kwam hij uit voor een team dat werd gesponsord door het Autodromo Enzo e Dino Ferrari. Hij behaalde pole positions in Zuid-Afrika, Spanje en Italië en stond in Zuid-Afrika en Rio de Janeiro op het podium. Met 142 punten werd hij zesde in de rangschikking.
In 2003 reed Battaini wederom in het WK 250 cc op een Aprilia. Het was zijn meest succesvolle seizoen in de klasse met drie podiumfinishes in Zuid-Afrika, Italië en Assen. Hij eindigde opnieuw als zesde in het klassement, maar nu met 148 punten. In 2004 waren twee vierde plaatsen in Qatar en Valencia zijn beste resultaten. Met 93 punten werd hij tiende in de eindstand.
In 2005 stapte Battaini over naar de MotoGP, waarin hij op een Blata uitkwam. Hij kende een lastig seizoen waarin hij slechts driemaal tot scoren kwam, met een elfde plaats in Japan als beste resultaat. Met 7 punten eindigde hij op plaats 22 in het kampioenschap. In 2006 maakte Battaini de overstap naar het wereldkampioenschap superbike, waarin hij op een Kawasaki reed. Na vier weekenden, waarin een achttiende plaats op Monza zijn beste resultaat was, werd hij vervangen door Josh Brookes. Vervolgens keerde hij terug naar de 250 cc-klasse van het WK wegrace, waarin hij op een Aprilia vijf races reed als vervanger van Chaz Davies. Een twaalfde plaats in Duitsland was zijn beste resultaat, voordat hij zelf weer vervangen werd door Taro Sekiguchi. Hij scoorde 7 punten, waardoor hij op plaats 26 in de rangschikking eindigde.
In 2007 maakte Battaini de overstap naar het Italiaans kampioenschap Supersport en reed hierin op een Yamaha. Een elfde plaats op het Misano World Circuit was zijn beste resultaat en hij werd met 8 punten achttiende in de eindstand. In 2008 behaalde hij drie podiumplaatsen; twee op het Circuit Mugello en een op Misano. Met 69 punten verbeterde hij zichzelf naar de vijfde plaats in het kampioenschap. In 2009 won hij zijn eerste race in de seizoensopener op Misano en werd zo met 56,5 punten vierde in het klassement. Dat jaar maakte hij tevens zijn debuut in het wereldkampioenschap Supersport op een Yamaha in de race op Monza als wildcardcoureur; hij scoorde vijf kampioenschapspunten met een elfde plaats.
In 2010 werd Battaini de officiële testcoureur van het MotoGP-fabrieksteam van Ducati. In deze rol keerde hij in 2012 terug als racecoureur in deze klasse als eenmalige vervanger van de geblesseerde Karel Abraham in de Grand Prix van Duitsland, waarin hij met een zestiende plaats net buiten de punten finishte.